# Howard Walter Florey
 (avril 2019).
Howard Walter Florey, baron Florey d'Adelaïde et Marston, (24 septembre 1898 - 21 février 1968), est un pharmacologue australien, prix Nobel de physiologie ou médecine en 1945 avec Ernst Boris Chain et Sir Alexander Fleming pour son rôle dans l'utilisation thérapeutique de la pénicilline.

## Biographie
Florey naît à Adélaïde en Australie-Méridionale, il se fait connaître comme un étudiant brillant, et un sportif junior accompli, qui étudie la médecine à l'Université d'Adélaïde de 1917 à 1921. À l'université il rencontre Ethel Reed, elle aussi étudiante, qui devient sa femme et sa collègue. Il obtient une bourse Rhodes et continue ses études au Queen's College à Oxford
Après un temps passé aux États-Unis et à l'université de Cambridge il retourne à Oxford et devient membre du Lincoln College où il prend la tête d'une équipe de recherche. Il travaille avec Schack August Steenberg Krogh à Copenhague, avec Pol Bouin à Strasbourg, à l'institut Cajal à Madrid, et à l'institut Rockefeller de New York. 

### La découverte et la production industrielle de la pénicilline
En 1938, travaillant avec Ernst Boris Chain et Norman Heatley (en), il lit un article d'Alexander Fleming sur les effets anti-bactériens de la moisissure Penicillium notatum. Il est le premier à l'utiliser en applications cliniques. Son équipe travaille par la suite sur la production à grande échelle de la moisissure et l'extraction de l'ingrédient actif de la pénicilline. 
La réussite est telle qu'en 1945 la production de pénicilline est un procédé industriel pour les alliés de la Seconde Guerre mondiale.

### Les honneurs
Florey est fait Chevalier en 1944 et reçoit la même année l'Ordre du Mérite britannique (OM). En 1945, il est colauréat avec Alexander Fleming et Ernst Boris Chain du prix Nobel de physiologie ou médecine « pour la découverte de la pénicilline et de ses effets curatifs dans plusieurs maladies infectieuses ». Il est fait pair à vie en tant que Baron Florey of Adelaide and Marston en 1965. Ces honneurs sont plus élevés que ceux reçus par Fleming, reconnaissant le rôle joué par Florey dans la production de pénicilline en quantité suffisante pour sauver des millions de vies pendant la guerre, en dépit des doutes émis par Fleming sur la faisabilité de cette production de masse.
Lord Florey est président de la Royal Society de 1960 à 1965. Après la mort de sa première femme, Ethel, il se remarie avec sa collègue et assistante Margaret Jennings en 1967. Il est chancelier de l'université nationale australienne de 1965 à 1968. Florey meurt d'un infarctus du myocarde en 1968. Sa seconde épouse est décédée en 1994.
Florey est considéré par la communauté scientifique et médicale australienne comme son plus grand scientifique. Robert Menzies, le premier ministre australien ayant servi le plus longtemps, dit de lui : « en termes de bien prodigué, Florey est l'homme le plus important jamais né en Australie. »
Le portrait de Florey apparaît sur les billets australiens de 50 $ et une banlieue de Canberra porte son nom ainsi que plusieurs bâtiments, un à l'université de Melbourne, un amphithéâtre de l'université d'Adélaïde et un bâtiment du Queen's College. Au Royaume-Uni, Florey est honoré par une pierre mémorielle dans l'Abbaye de Westminster.